# Форе Фунан
Форе Фунан (фр. Forêt-Fouesnant) насеље је и општина у северозападној Француској у региону Бретања, у департману Финистер која припада префектури Кемпер.
По подацима из 2011. године у општини је живело 3300 становника, а густина насељености је износила env. 152 становника/km². Општина се простире на површини од 18,53 km². Налази се на средњој надморској висини од 20 метара (максималној 98 m, а минималној 0 m).

## Демографија
| 1962. | 1968. | 1975. | 1982. | 1990. | 1999. | 2011. |
| ----- | ----- | ----- | ----- | ----- | ----- | ----- |
| 1.758 | 1.778 | 2.060 | 2.148 | 2.369 | 2.809 | 3.300 |

График промене броја становника у току последњих година